# Australian Professional Championship
Die Australian Professional Championship war ein Snookerturnier zur Ermittlung des nationalen Snookermeisters Australiens. Das Turnier wurde zwischen 1963 und 1978 sowie zwischen 1984 und 1988 als Non-ranking-Turnier ein professionelles Turnier und damit Teil der Profitour. Rekordsieger ist Eddie Charlton mit fünfzehn Titeln.
Als einmaliger Ableger fand 1969 eine Australasian Professional Championship statt.

## Geschichte
Die Australian Professional Championship wurde erstmals 1963 ausgetragen, wobei bis einschließlich 1978 jährlich ein Turnier ausgespielt wurde. Dabei wurden die Turniere in verschiedenen Modi ausgetragen, darunter auch als Rundenturnier. Mit dreizehn von sechzehn Titeln gewann in jener Zeit Eddie Charlton, dreifacher Vizeweltmeister und australischer Lokalmatador, die meisten Titel, während die übrigen drei Turniere auf Warren Simpson mit zwei Titeln und Norman Squire mit einem Titel entfielen. Nachdem bei der Ausgabe 1978 Eddie Charlton mit einem 138er-Break das höchste Break des Turnieres spielte, wurde das Turnier vorerst eingestellt.
Ab 1984 wurden verschiedene nationale Meisterschaften durch die World Professional Billiards & Snooker Association gefördert, sodass auch die Australian Professional Championship wiederbelebt wurde. Während die erste Neuauflage noch an Eddie Charlton ging, gewannen bei den folgenden vier Ausgaben sowohl John Campbell als auch Warren King je zwei Mal. Nach dem Ende der WPBSA-Förderung 1989 wurde das Turnier wie ein Großteil der übrigen nationalen Profi-Meisterschaften eingestellt.

## Sieger
Insbesondere während der ersten Periode von Austragungen sind manche Daten unvollständig.
| Jahr                                                    | Austragungsort                                           | Sieger                               | Ergebnis                             | Finalist                             | Hauptsponsor                         | Saison                               |
| Australian Professional Championship                    | Australian Professional Championship                     | Australian Professional Championship | Australian Professional Championship | Australian Professional Championship | Australian Professional Championship | Australian Professional Championship |
| ------------------------------------------------------- | -------------------------------------------------------- | ------------------------------------ | ------------------------------------ | ------------------------------------ | ------------------------------------ | ------------------------------------ |
| 1963 (I)                                                | Sydney – Bankstown RSL Club                              | Warren Simpson                       | 5:3                                  | Newton Gahan                         | –                                    | –                                    |
| 1963 (II)                                               | verschiedene Orte                                        | Eddie Charlton                       | 46:45                                | Warren Simpson                       | –                                    | –                                    |
| 1964                                                    | Sydney – Al Sutherland US Club                           | Norman Squire                        | Gruppenmodus                         | Eddie Charlton                       | –                                    | –                                    |
| 1965                                                    | unbekannt                                                | Eddie Charlton                       | Gruppenmodus                         | Warren Simpson                       | –                                    | –                                    |
| 1966                                                    | Sydney – Harbord RSL Club                                | Eddie Charlton                       | 7:4                                  | Warren Simpson                       | –                                    | –                                    |
| 1967                                                    | Sydney – Junior Rugby League Club                        | Eddie Charlton                       | 7:1                                  | Warren Simpson                       | –                                    | –                                    |
| 1968                                                    | Sydney – Junior Rugby League Club                        | Warren Simpson                       | 11:10                                | Eddie Charlton                       | –                                    | –                                    |
| 1969                                                    | Sydney – Junior Rugby League Club                        | Warren Simpson                       | 8:3                                  | Eddie Charlton                       | –                                    | –                                    |
| 1969                                                    | Auckland (Neuseeland)                                    | Eddie Charlton                       | 11:6                                 | Warren Simpson                       | –                                    |                                      |
| 1970                                                    | Sydney – Heiron and Smith                                | Eddie Charlton                       | Gruppenmodus                         | Warren Simpson                       | –                                    | 1970/71                              |
| 1971                                                    | Sydney – Junior Rugby League Club                        | Eddie Charlton                       | 11:7                                 | Warren Simpson                       | –                                    | 1971/72                              |
| 1972                                                    | Sydney – Heiron and Smith                                | Eddie Charlton                       | 19:10                                | Gary Owen                            | –                                    | 1972/73                              |
| 1973                                                    | Wagga Wagga – Wagga RSL                                  | Eddie Charlton                       | 31:10                                | Gary Owen                            | –                                    | 1973/74                              |
| 1974                                                    | Wagga Wagga                                              | Eddie Charlton                       | 44:17                                | Warren Simpson                       | –                                    | 1974/75                              |
| 1975                                                    | unbekannt                                                | Eddie Charlton                       | 31:10                                | Dennis Wheelwright                   | –                                    | 1975/76                              |
| 1976                                                    | Melbourne – Dandenong Football Club                      | Eddie Charlton                       | kl.                                  | Paddy Morgan                         | –                                    | 1976/77                              |
| 1977                                                    | Melbourne – Golden Bowl Sports Centre                    | Eddie Charlton                       | 25:21                                | Paddy Morgan                         | –                                    | 1977/78                              |
| 1978                                                    | Grafton                                                  | Eddie Charlton                       | 29:13                                | Ian Anderson                         | –                                    | 1978/79                              |
| Australian Professional Championship (WPBSA-finanziert) |                                                          |                                      |                                      |                                      |                                      |                                      |
| 1984                                                    | Dubbo – RSL Club                                         | Eddie Charlton                       | 10:3                                 | Warren King                          | Toohey’s Brewerey                    | 1984/85                              |
| 1985                                                    | Sydney – Orange RSL                                      | John Campbell                        | 10:7                                 | Eddie Charlton                       | Toohey’s Brewerey                    | 1985/86                              |
| 1986                                                    | Wooloongong (Sydney) – Fernsehstudios von WIN Television | Warren King                          | 10:3                                 | John Campbell                        | –                                    | 1986/87                              |
| 1987                                                    | Sydney – Lakemba Services Memorial Club                  | Warren King                          | 10:7                                 | Eddie Charlton                       | –                                    | 1987/88                              |
| 1988                                                    | Sydney – Rooty Hill Retired Soldiers Club                | John Campbell                        | 9:7                                  | Robby Foldvari                       | –                                    | 1988/89                              |